# André Rieu
André Léon Marie Nicolas Rieu (Maastricht, 1 oktober 1949) is een Nederlands orkestleider, violist, arrangeur en muziekproducent. Met zijn uitvoeringen van populaire klassieke werken verzorgt hij met zijn Johann Strauß Orchestra optredens over de hele wereld en geniet hij internationale bekendheid bij een breed publiek.

## Biografie
Rieu is geboren in Maastricht. Hij groeide op in een muzikale familie. Zijn vader, André Rieu sr., was dirigent van het Limburgs Symfonie Orkest en stond erop dat zijn kinderen muziek leerden spelen. De eerste pogingen van de vader om André jr. piano te leren spelen mislukten. Jr. had een bloedhekel aan dat instrument en gaf de voorkeur aan de viool welke hij leerde spelen vanaf ongeveer zijn zesde jaar. Zijn lerares was Tiny Aerts-Bakker (1935 - 2024) die vioolles gaf in Maastricht.
Na zijn eindexamen aan het Stedelijk Lyceum in Maastricht bezocht Rieu van 1968 tot 1973 de conservatoria van Luik en Maastricht, waar hij onder meer les had van Herman Krebbers. Van 1974 tot 1977 sloot hij zijn studie af aan de muziekacademie van Brussel, waar hij de "Premier Prix" behaalde. Daar ontwikkelde hij een voorliefde voor salonmuziek, vooral voor de wals. 
In 1978 werd hij tweede violist in het Limburgs Symfonie Orkest. Daarnaast was hij artistiek leider van het salonorkest "I Glissandi", dat onder de naam Maastrichts Salon Orkest (MSO) bekendheid verwierf. In 1987 breidde hij zijn ensemble uit van vijf naar dertien musici en veranderde de naam in Johann Strauß Orchestra, dat zich daarna op de wals toelegde. In hetzelfde jaar werd het productiebedrijf André Rieu Productions opgericht. Een jaar later gaf Rieu met zijn orkest vijftien nieuwsjaarconcerten in Nederland, België, Luxemburg en Duitsland.

### Doorbraak

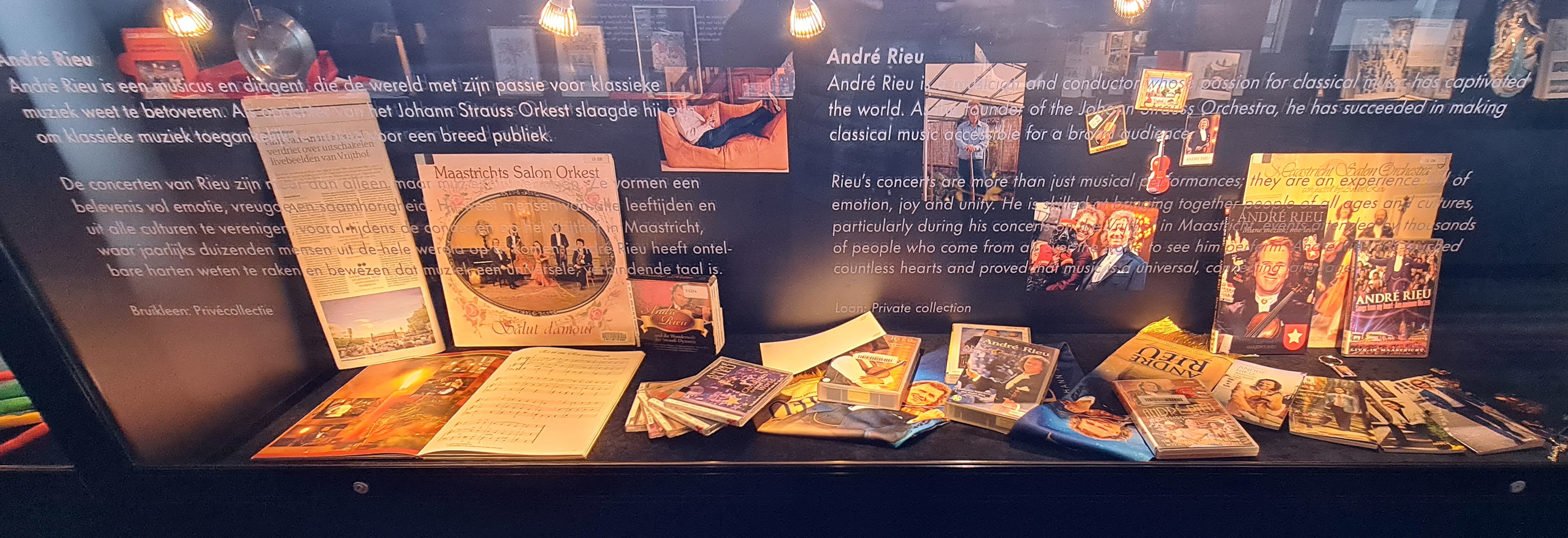
Mini-expositie over André Rieu en het MSO in het Maastricht Museum in 2025

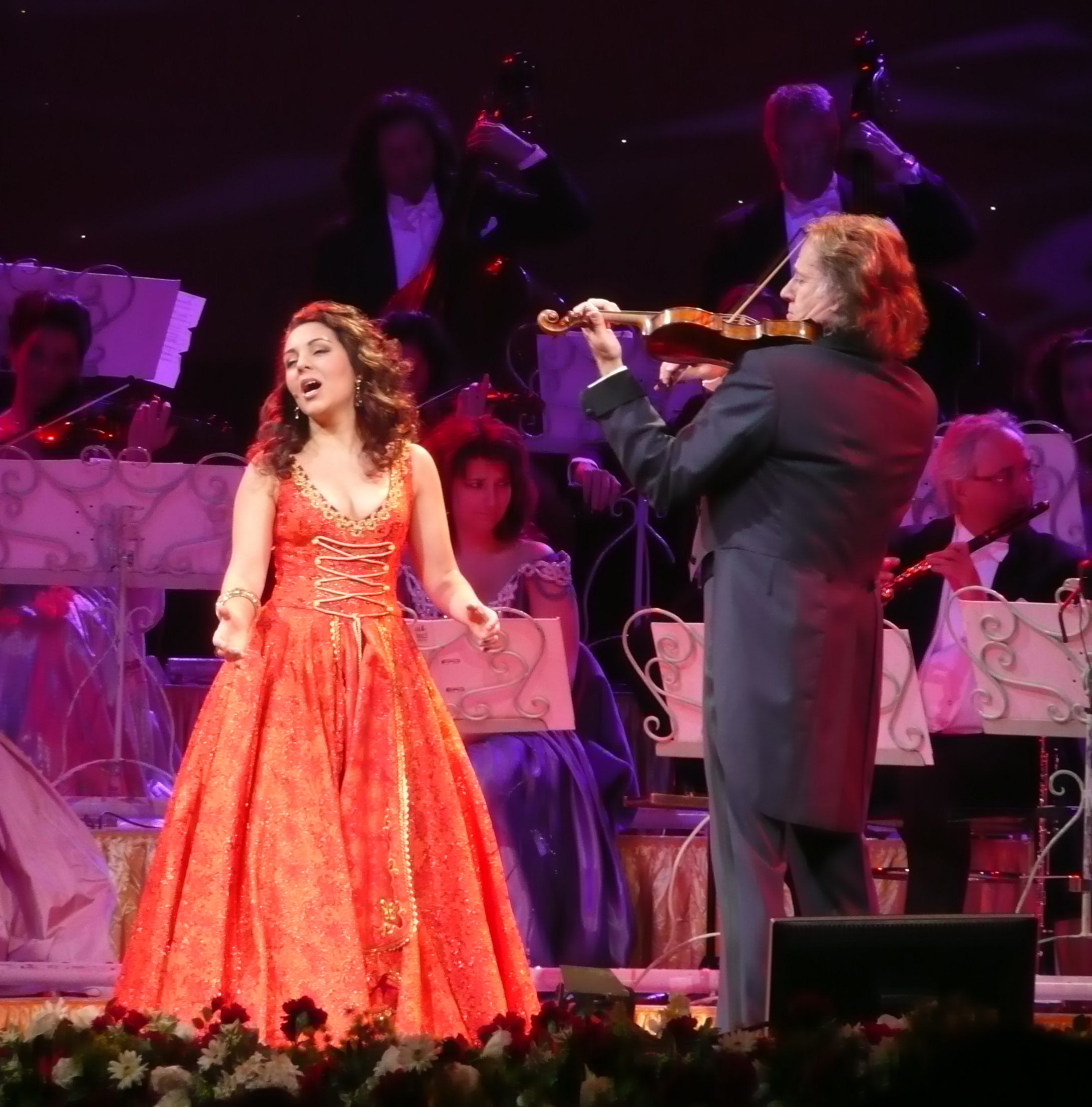
André Rieu en Carmen Monarcha in 2009

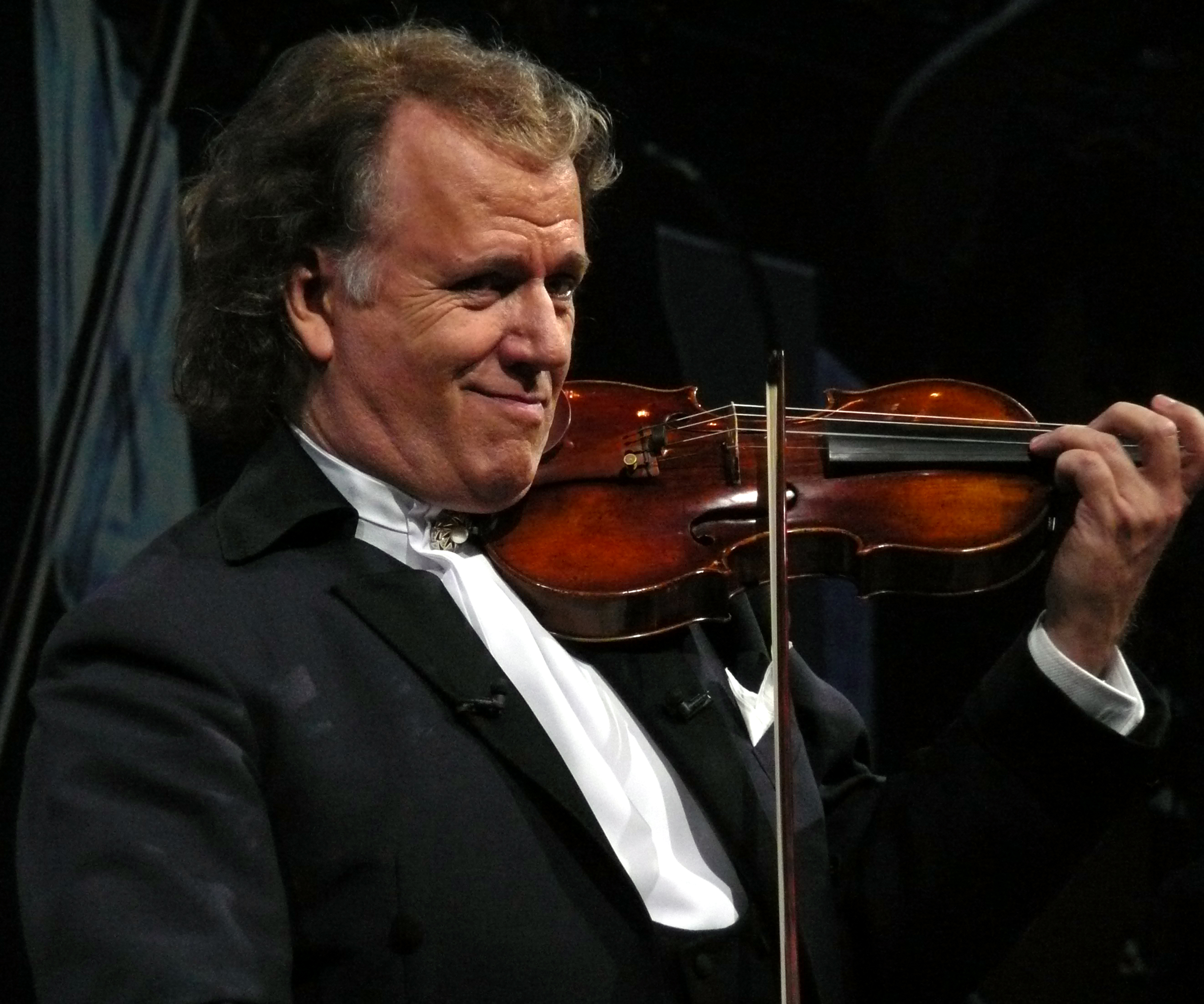
Rieu tijdens zijn concert in Köln in 2010

De grote doorbraak kwam in 1994: de Tweede Wals uit de Suite voor Variétéorkest van Dmitri Sjostakovitsj werd een onverwacht (hit)succes (30 weken in de Mega Top 50). Sindsdien reisde Rieu de wereld rond met zijn orkest dat was uitgegroeid tot ca. 60 muzikanten, spektakels waarbij klassieke muziek, salonmuziek, operette, soundtracks en popmuziek worden gespeeld. In navolging van Strauss jr. leidt hij het orkest al vioolspelend, als Stehgeiger. Naast toerconcerten produceert Rieu specials met verschillende popgrootheden, die op tv worden uitgebracht en op dvd en online beschikbaar zijn. Zijn ensembles bestaan uit solisten en zangers.
Rieu is sinds 2002 ridder in de Orde van de Nederlandse Leeuw. Op 5 maart 2009 werd Rieu geridderd in de Franse Orde van Kunst en Letteren voor het uitdragen en populair maken van de klassieke muziek in de hele wereld, met name in Frankrijk.
In 2010 moest Rieu door een virusinfectie aan zijn evenwichtsorgaan geplande optredens in Groot-Brittannië, Ierland, Australië en Nieuw-Zeeland afzeggen.
Rieu won bij elkaar zevenmaal de Exportprijs (Conamus/Buma).
Ondanks het wereldwijde artistieke succes kende Rieu financiële tegenvallers. Zo leed het bedrijf van Rieu, André Rieu Productions, in 2008 een miljoenenverlies. Instrumenten en materialen moesten verpand worden aan de Rabobank. In dat slecht verlopen jaar moest Rieu ook zijn naam in onderpand geven aan deze bank.
De kaartverkoop verliep in 2009 een stuk succesvoller dan het jaar ervoor. Hij stond op de zesde plaats van bestverkopende artiesten, hiermee Britney Spears (7), Metallica (11) en Beyoncé (12) achter zich latend. Hij haalde een omzet van ruim 95,8 miljoen dollar (ruim 67 miljoen euro) en verkocht wereldwijd 834.992 kaartjes.
Sinds 2005 treedt Rieu jaarlijks in juli op op het Vrijthof in Maastricht, als blijk van erkentelijkheid voor zijn thuisbasis. In 2014 gaf Rieu aldaar volgens traditie zijn tiende concertreeks. De openluchtconcerten worden door tienduizenden fans van over de hele wereld bezocht.  
In 2017 vierden hij en zijn Johann Strauß Orchestra het 30-jarige jubileum. Sinds dat jaar worden de concerten die Rieu op het Vrijthof geeft vanaf augustus ook in de bioscoop vertoond, zodat ook de fans die niet naar Maastricht kunnen komen deze concerten kunnen zien. Hiervoor worden tijdens de concerten in juli opnames gemaakt.   
Sinds 2019 geeft hij kerstconcerten in het MECC. Hij gaf deze concerten in de jaren daarvoor in Londen, maar verhuisde naar het MECC omdat de zaal waar hij speelde als te koud werd ervaren. Ook deze concerten worden in de bioscoop vertoond.  
In 2020 en 2021 waren er zowel op het Vrijthof als in  het MECC geen concerten vanwege de coronapandemie. In de bioscoop werd in deze jaren als alternatief voor de Vrijthofconcerten een film vertoond waarin een compilatie was te zien van de Vrijthofconcerten van de voorgaande jaren.

## Toursets
Voor de optredens in de grote zalen over de hele wereld heeft Rieu drie complete toursets die de hele wereld over reizen. Door de vele optredens per jaar is het onmogelijk dit met één tourset te realiseren. Elke tourset bevat alles om in welke venue dan ook een concert te geven: de bühne, decors, licht en geluid, instrumenten en ook de kleding behoren tot de tourset. 

### Decor Schönbrunn
Rieu gaf in Wenen een concert  voor het paleis, Schloss Schönbrunn. Hij was zo onder de indruk van het paleis, de entourage en de sfeer dat hij besloot het kasteel als bühne en decor bijna 1 op 1 na te bouwen. Nadat het gigantische decor uitgeprobeerd werd in Toronto, werd het grootste reizend decor ter wereld voor het eerst ingezet voor de stadiontournee in Australië in 2008. Rieu trok er wereldwijde aandacht mee. Het paleisdecor was 125 meter lang en 34 meter hoog. Naast de bühne voor het orkest bevatte het decor twee ijsbanen, gigantische fonteinen en een balzaal op ware grootte met bladgouden kroonluchters. Het decor was zo groot dat 130 bouwers vijf dagen en nachten nodig hadden het op te bouwen. Omdat het onmogelijk bleek om het paleisdecor binnen een kort tijdsbestek af te breken, te vervoeren en weer op tijd op te bouwen op de volgende locatie, liet Rieu een tweede identiek decor bouwen. De investering in de decors was enorm, zodanig dat Rieu veel verlies leed en in 2008 zijn bezittingen moest verpanden aan de bank, waaronder zijn Stradivarius-viool uit 1692. Het decor is nog een paar keer opgebouwd in de Johan Cruijff ArenA. In 2021 verkocht Rieu beide decors aan het pretpark Wunderland Kalkar in Duitsland.

#### Solozangeressen
Naast het orkest heeft André Rieu ook solozangeressen, meestal sopranen, onder contract die tijdens de concerten korte optredens verzorgen. De meeste zangeressen zijn allen ook solo inmiddels grote namen:  Mirusia Louwerse, Carmen Monarcha, Carla Maffioletti, Kalki Schrijvers, Donij van Doorn, Kimi Skota, Anna Majchrzak en Suzan Erens hebben allemaal meerdere jaren bij Rieu gezongen. In 2019 presenteerde Rieu twee Chinese sopranen: Shao Lin en Jing Li.  

#### The Platin Tenors
Tijdens de concerten verzorgen drie tenoren, net als de sopranen, korte optredens: the Platin Tenors, bestaande uit de Australiër Gary Bennett, de Hongaar Béla Mavràk en de Belg Serge Bosch. Vroegere Platin Tenors zijn de Fransman Éric Reddet en de Duitser Thomas Greuel. 

#### Bekende artiesten
Rieu nodigde regelmatig musici met verschillende disciplines uit voor gastoptredens bij zijn concerten. In 2014 was dat onder andere Amira Willighagen, vanwege haar indrukwekkende auditie als negenjarige operazangeres bij Holland's Got Talent en haar daaropvolgend succes. Andere artiesten die bij de concerten van Rieu hebben opgetreden zijn onder andere: Benny Neyman, Heino, Jermaine Jackson, Los del Río, DJ Ötzi, Rocco Granata, Akim Camara, The Harlem Gospel Choir, Melissa Venema, André van Duin, The Soweto Gospel Choir en verder vele lokaal of nationaal bekende artiesten of bands zoals het koor Mastreechter Staar.

## Prijzen en onderscheidingen
- 1995: Edison Publieksprijs
- 1996: World Music Award
- 1996: Dutch Export Award
- 1997: Goldene Europa
- 1997: Dutch Export Award
- 1998: World Music Award
- 1998: Dutch Export Award
- 1998: Goldene Stimmgabel
- 1999: ECHO award
- 2001: Goldene Henne
- 2001: Eremedaille van de Stad Maastricht
- 2002: Ridder in de Orde van de Nederlandse Leeuw
- 2003: Goldene Stimmgabel
- 2006: Goldene Stimmgabel
- 2008: Dutch Export Award
- 2009: Honorary Medal of the province of Limburg
- 2009: Ridder in de Franse Orde van Kunst en Letteren
- 2009: Dutch Export Award
- 2010: Médaille Charlemagne pour les Médias Européens
- 2010: Gramophone Award[10]
- 2010: Dutch Export Award
- 2011: Classic BRIT Award for “Album of the Year”
- 2011: Dutch Export Award
- 2011: Het Grote Gouden Ereteken voor Verdienste voor de Republiek Oostenrijk
- 2012: Classic BRIT Award for “Album of the Year”
- 2013: Classic BRIT Award for “Album of the Year”
- 2016: Silver Clef Award – Classical
- 2018: The SSE Live Awards – Best Live Entertainment Show
- 2019: The Brand Laureate – Brand Personality Award
- 2023: Lid 1ste Klasse van de Khalifiyyeh-Orde van Bahrein[11]
- 2024: Pablo Neruda-orde van artistieke en culturele verdienste van Chili[12]

| Jaar | Rank | # Shows   | Omzet (in dollars) | Bron                                       |
| ---- | ---- | --------- | ------------------ | ------------------------------------------ |
| 2018 | #21  | 71 shows  | $55.933.149        | Billboard 2018 Top 25 Tours                |
| 2017 | #42  | 89 shows  | $47.700.000        | Pollstar Top 100 Tours                     |
| 2016 | #23  | 71 shows  | $40.169.471        | Billboard Top 25 Tours 2016                |
| 2015 | #20  | 101 shows | $51.151.367        | Billboard Top 25 Tours 2015                |
| 2014 | #17  | 70 shows  | $42.983.266        | Billboard Top 25 Tours 2014                |
| 2013 | #20  | 70 shows  | $49.881.605        | Billboard Top 25 Tours 2013                |
| 2012 | #10  | 99 shows  | $46.785.710        | Billboard Top 25 Tours 2012                |
| 2011 | # 9  | 102 shows | $67.104.756        | Billboard Top 25 Tours 2011                |
| 2010 | #16  | 86 shows  | $39.992.285        | Billboard Top 25 Tours 2010                |
| 2009 | # 6  | 112 shows | $95.854.338        | Billboard Top 25 Tours 2009                |
| 2008 | # 8  | 71 shows  | $76.900.000        | Pollstar’s top 10 worldwide tour acts 2008 |

## Discografie

### Albums
| Album met eventuele hitnotering(en) in de Nederlandse Album Top 100 | Datum van verschijnen | Datum van binnenkomst | Hoogste positie | Aantal weken | Opmerkingen                                                             |
| ------------------------------------------------------------------- | --------------------- | --------------------- | --------------- | ------------ | ----------------------------------------------------------------------- |
| Hieringe biete                                                      | 1993                  | 6 februari 1993       | 25              | 9            | met Maastrichts Salon Orkest / livealbum                                |
| Strauß & co                                                         | 23 september 1994     | 1 oktober 1994        | 1 (19wk)        | 88           | met Johann Strauß Orchestra / 7x platina / Bestverkochte album van 1995 |
| Merry Christmas                                                     | 16 december 1992      | 7 januari 1995        | 42              | 9            | Goud                                                                    |
| Hieringe biete 1 & 2                                                | 1995                  | 14 januari 1995       | 10              | 21           | met Maastrichts Salon Orkest / Livealbum                                |
| D'n blauwen aovond                                                  | 1995                  | 28 januari 1995       | 33              | 15           |                                                                         |
| Strauß gala                                                         | 1995                  | 25 februari 1995      | 26              | 28           | met Johann Strauß Orchestra / Goud                                      |
| Live                                                                | 1995                  | 27 mei 1995           | 30              | 17           | Livealbum / Goud                                                        |
| Fiesta                                                              | 1995                  | -                     |                 |              |                                                                         |
| Wiener melange                                                      | 3 november 1995       | 11 november 1995      | 1 (3wk)         | 37           | met Johann Strauß Orchestra / 2x platina                                |
| In concert                                                          | 1996                  | 9 november 1996       | 3               | 22           | Livealbum / Platina                                                     |
| Mein Weihnachtstraum                                                | 1997                  | -                     |                 |              |                                                                         |
| Stille nacht                                                        | 1997                  | 29 november 1997      | 10              | 5            | Goud                                                                    |
| Romantic moments                                                    | 1998                  | 17 oktober 1998       | 17              | 18           | Goud                                                                    |
| Das Jahrtausendfest                                                 | 1999                  | -                     |                 |              |                                                                         |
| 100 jaar Strauss                                                    | 1999                  | 15 mei 1999           | 12              | 22           |                                                                         |
| Fiesta!                                                             | 1999                  | 20 november 1999      | 9               | 22           | Goud                                                                    |
| Träumerei                                                           | 1999                  | -                     |                 |              |                                                                         |
| La vie est belle                                                    | 29 september 2000     | 14 oktober 2000       | 15              | 19           | Goud                                                                    |
| Dromen                                                              | 2001                  | 10 november 2001      | 8               | 23           | Goud                                                                    |
| König der Strauss-melodien                                          | 2001                  | -                     |                 |              |                                                                         |
| Hollands glorie                                                     | 2001                  | -                     |                 |              |                                                                         |
| Tour d'amour                                                        | 2002                  | 16 november 2002      | 11              | 21           | Goud                                                                    |
| Romantic paradise                                                   | 2003                  | 8 november 2003       | 10              | 20           |                                                                         |
| The flying Dutchman                                                 | 2004                  | 30 oktober 2004       | 38              | 17           |                                                                         |
| Songs from my heart                                                 | 2005                  | 1 oktober 2005        | 33              | 22           |                                                                         |
| Weihnachten rund um die Welt                                        | 2005                  | 24 december 2005      | 60              | 1            |                                                                         |
| New York memories                                                   | 2006                  | 4 november 2006       | 24              | 24           |                                                                         |
| In wonderland                                                       | 2007                  | 10 november 2007      | 29              | 11           |                                                                         |
| André Rieu Top 100                                                  | 2008                  | 9 augustus 2008       | 11              | 47           |                                                                         |
| You'll never walk alone                                             | 2009                  | 20 juni 2009          | 80              | 2            |                                                                         |
| Dancing through the skies / Passionnément                           | 2009                  | 12 september 2009     | 99              | 1            |                                                                         |
| Live in Australia                                                   | 9 februari 2009       | 12 september 2009     | 97              | 1            | Livealbum                                                               |
| André Rieu presents Mirusia - Always & forever                      | 2010                  | 25 december 2010      | 34              | 25           | met Mirusia                                                             |
| Moonlight serenade                                                  | 6 mei 2011            | 24 september 2011     | 100             | 1            | met Johann Strauß Orchestra                                             |
| And the waltz goes on                                               | 28 oktober 2011       | 5 november 2011       | 63              | 7            | met Johann Strauß Orchestra                                             |
| December lights                                                     | 22 oktober 2012       | 24 november 2012      | 24              | 8            |                                                                         |
| Rieu royale                                                         | 5 april 2013          | 6 april 2013          | 3               | 17           | met Johann Strauß Orchestra / Goud                                      |
| Classic album selection                                             | 15 april 2013         | 6 juli 2013           | 98              | 1            |                                                                         |
| André Rieu celebrates ABBA / Music of the night                     | 28 oktober 2013       | 2 november 2013       | 24              | 11           |                                                                         |
| The Christmas collection                                            | 29 november 2013      | 14 december 2013      | 92              | 1            | met Johann Strauß Orchestra                                             |
| Magic of the musicals                                               | 21 april 2014         | 21 juni 2014          | 34              | 5            | met Johann Strauß Orchestra                                             |
| Love in Venice                                                      | 3 november 2014       | 8 november 2014       | 15              | 11           | met Johann Strauß Orchestra                                             |
| Roman holiday                                                       | 13 november 2015      | 21 november 2015      | 43              | 6            | met Johann Strauß Orchestra                                             |
| Amore                                                               | 17 november 2017      | 2 december 2017       | 72              | 1            | met Johann Strauß Orchestra                                             |
| Romantic moments II                                                 | 7 december 2018       | 15 december 2018      | 6               | 5            | met Johann Strauß Orchestra                                             |
| Happy days                                                          | 22 november 2019      | 30 november 2019      | 26              | 2            | met Johann Strauß Orchestra                                             |
| Jolly holiday                                                       | 13 november 2020      | 21 november 2020      | 7               | 6            | met Johann Strauß Orchestra                                             |
| Happy together                                                      | 19 november 2021      | 4 december 2021       | 28              | 4            | met Johann Strauß Orchestra                                             |
| Silver bells                                                        | 18 november 2022      | 26 november 2022      | 48              | 1            | met Johann Strauß Orchestra                                             |

| Album met hitnotering(en) in de Vlaamse Ultratop 200 albums | Datum van verschijnen | Datum van binnenkomst | Hoogste positie | Aantal weken | Opmerkingen                              |
| ----------------------------------------------------------- | --------------------- | --------------------- | --------------- | ------------ | ---------------------------------------- |
| Strauß & co                                                 | 1994                  | 1 april 1995          | 2               | 56           | met Johann Strauß Orchestra / 2x platina |
| Wiener melange                                              | 1995                  | 11 november 1995      | 3               | 39           | met Johann Strauß Orchestra / Platina    |
| In concert                                                  | 1996                  | 16 november 1996      | 31              | 10           | Livealbum                                |
| Stille nacht                                                | 1997                  | 13 december 1997      | 23              | 6            |                                          |
| Romantic moments                                            | 1998                  | 17 oktober 1998       | 26              | 17           | Goud                                     |
| 100 Jaar Strauss                                            | 1999                  | 15 mei 1999           | 22              | 7            |                                          |
| Fiesta!                                                     | 1999                  | 15 december 1999      | 30              | 8            | Goud                                     |
| La vie est belle                                            | 2000                  | 14 oktober 2000       | 13              | 18           | Goud                                     |
| Dromen                                                      | 2001                  | 22 december 2001      | 25              | 7            |                                          |
| Tour d'amour                                                | 2002                  | 23 november 2002      | 11              | 11           |                                          |
| Romantic paradise                                           | 2003                  | 29 november 2003      | 16              | 13           |                                          |
| Paradis                                                     | 2004                  | 28 februari 2004      | 56              | 2            |                                          |
| Le monde en fête                                            | 18 oktober 2004       | 30 oktober 2004       | 51              | 11           | Goud                                     |
| The flying Dutchman                                         | 2004                  | 6 november 2004       | 9               | 12           |                                          |
| Les mélodies de mon coeur                                   | 20 oktober 2005       | 19 november 2005      | 14              | 17           |                                          |
| New York memories                                           | 2006                  | 18 november 2006      | 10              | 18           |                                          |
| Il était une fois...                                        | 26 oktober 2007       | 24 november 2007      | 58              | 10           | Goud                                     |
| In wonderland                                               | 2007                  | 1 december 2007       | 10              | 11           | Goud                                     |
| André Rieu Top 100                                          | 2008                  | 30 augustus 2008      | 47              | 18           |                                          |
| Passionnément                                               | 24 november 2008      | 20 december 2008      | 9               | 11           | Goud                                     |
| Live in Australia                                           | 2009                  | 13 juni 2009          | 32              | 15           | Livealbum                                |
| You'll never walk alone                                     | 2009                  | 21 november 2009      | 14              | 15           |                                          |
| Rosen aus dem Süden                                         | 15 oktober 2010       | 18 december 2010      | 21              | 12           |                                          |
| Moonlight serenade                                          | 2011                  | 18 juni 2011          | 33              | 5            | met Johann Strauß Orchestra              |
| And the waltz goes on                                       | 2011                  | 12 november 2011      | 39              | 11           | met Johann Strauß Orchestra              |
| December lights                                             | 2012                  | 3 november 2012       | 34              | 11           |                                          |
| Ses plus belles mélodies                                    | 2012                  | 5 januari 2013        | 187             | 1            |                                          |
| In love with Maastricht                                     | 8 februari 2013       | 23 februari 2013      | 101             | 6            |                                          |
| Rieu royale                                                 | 2013                  | 27 april 2013         | 144             | 4            | met Johann Strauß Orchestra              |
| André Rieu celebrates ABBA / Music of the night             | 2013                  | 9 november 2013       | 38              | 17           |                                          |
| Magic melodies                                              | 2013                  | 30 november 2013      | 63              | 6            |                                          |
| The Christmas collection                                    | 2013                  | 21 december 2013      | 142             | 2            | met Johann Strauß Orchestra              |
| Magic of the musicals                                       | 2014                  | 3 mei 2014            | 79              | 12           | met Johann Strauß Orchestra              |
| Love in Venice                                              | 2014                  | 8 november 2014       | 15              | 25           | met Johann Strauß Orchestra              |
| Roman holiday                                               | 2015                  | 21 november 2015      | 11              | 19           | met Johann Strauß Orchestra              |
| Sweet melodies                                              | 2016                  | 12 november 2016      | 105             | 7            |                                          |
| Falling in love                                             | 25 november 2016      | 3 december 2016       | 9               | 17           | met Johann Strauß Orchestra              |
| Amore                                                       | 2017                  | 2 december 2017       | 23              | 15           | met Johann Strauß Orchestra              |
| Romantic moments II                                         | 2018                  | 15 december 2018      | 17              | 14           | met Johann Strauß Orchestra              |
| My music - My world - The very best of                      | 20 september 2019     | 28 september 2019     | 24              | 23           |                                          |
| Happy days                                                  | 2019                  | 30 november 2019      | 28              | 9            | met Johann Strauß Orchestra              |
| Jolly holiday                                               | 2020                  | 21 november 2020      | 4               | 13           | met Johann Strauß Orchestra              |
| Happy together                                              | 2021                  | 27 november 2021      | 19              | 9            | met Johann Strauß Orchestra              |
| The Christmas album                                         | 7 oktober 2022        | 5 november 2022       | 39              | 9            |                                          |
| Silver bells                                                | 2022                  | 26 november 2022      | 18              | 7            | met Johann Strauß Orchestra              |
| Jewels of romance                                           | 17 november 2023      | 25 november 2023      | 32              | 9            | met Johann Strauß Orchestra              |

### Singles
| Single met eventuele hitnotering(en) in de Nederlandse Top 40 | Datum van verschijnen | Datum van binnenkomst | Hoogste positie | Aantal weken | Opmerkingen                                                                  |
| ------------------------------------------------------------- | --------------------- | --------------------- | --------------- | ------------ | ---------------------------------------------------------------------------- |
| Hieringe biete (Live)                                         | 1993                  | 27 februari 1993      | 34              | 3            | als Maastrichts Salon Orkest o.l.v. André Rieu / Nr. 23 in de Single Top 100 |
| The second waltz                                              | 1994                  | 10 september 1994     | 4               | 28           | met Johann Strauß Orchestra / Nr. 5 in de Single Top 100 / Goud              |
| Geen house maar Strauß                                        | 1995                  | 28 januari 1995       | 6               | 10           | met Johann Strauß Orchestra / Nr. 3 in de Single Top 100                     |
| Strauß party                                                  | 1995                  | 21 oktober 1995       | 25              | 3            | met Johann Strauß Orchestra / Nr. 16 in de Single Top 100                    |
| The last rose                                                 | 1996                  | 14 december 1996      | tip2            | -            | Nr. 45 in de Single Top 100                                                  |
| Kroningswals (Coronation waltz)                               | 2013                  | 13 april 2013         | tip11           | -            | met Johann Strauß Orchestra / Nr. 59 in de Single Top 100                    |
| Wij zijn Nederland                                            | 2019                  | 8 juni 2019           | tip10           | -            | met Jan Smit, John de Bever & Jack van Gelder                                |
| Voilà                                                         | 2023                  | 19 augustus 2023      | tip14           | -            | met Emma Kok                                                                 |

| Single met hitnotering(en) in de Vlaamse Ultratop 50 | Datum van verschijnen | Datum van binnenkomst | Hoogste positie | Aantal weken | Opmerkingen                                               |
| ---------------------------------------------------- | --------------------- | --------------------- | --------------- | ------------ | --------------------------------------------------------- |
| The second waltz                                     | 1994                  | 4 februari 1995       | 35              | 2            | met Johann Strauß Orchestra / Nr. 27 in de Radio 2 Top 30 |
| Geen house maar Strauß                               | 1995                  | 25 februari 1995      | 18              | 9            | met Johann Strauß Orchestra / Nr. 20 in de Radio 2 Top 30 |
| Strauß party                                         | 1995                  | 25 november 1995      | 49              | 1            | met Johann Strauß Orchestra                               |

### NPO Radio 2 Top 2000
| Nummer met noteringen in de NPO Radio 2 Top 2000 | '01  | '02  | '03  | '04  | '05 | '06  | '07 | '08 | '09  | '10  | '11  | '12  | '13  | '14  |
| ------------------------------------------------ | ---- | ---- | ---- | ---- | --- | ---- | --- | --- | ---- | ---- | ---- | ---- | ---- | ---- |
| The Second Waltz (met Johann Strauß Orchestra)   | 1449 | 1221 | 1479 | 1009 | 884 | 1140 | 615 | 911 | 1190 | 1278 | 1736 | 1513 | 1985 | 1955 |

1. ↑  Een vetgedrukt getal geeft de hoogste notering aan.
2. ↑  2001 was het eerste jaar met een notering voor dit nummer.
3. ↑  Deze tabel is bijgewerkt tot en met de meest recente editie (2024).

### Dvd's
| Dvd's met hitnoteringen in de Nederlandse Music Top 30                      | Datum van verschijnen | Datum van binnenkomst | Hoogste positie | Aantal weken | Opmerkingen                 |
| --------------------------------------------------------------------------- | --------------------- | --------------------- | --------------- | ------------ | --------------------------- |
| The Flying Dutchman                                                         | 2004                  | 4 december 2004       | 12              | 11           |                             |
| Live at the Royal Albert Hall                                               | 2005                  | 10 december 2005      | 22              | 2            |                             |
| Songs From My Heart - Aus meinem herzen - Live in Maastricht                | 2005                  | 24 december 2005      | 1(7wk)          | 63           |                             |
| André Rieu at Schönbrunn, Vienna                                            | 2006                  | 2 september 2006      | 2               | 43           |                             |
| New York memories                                                           | 2006                  | 16 december 2006      | 2               | 57           |                             |
| Best Of                                                                     | 2007                  | 12 mei 2007           | 5               | 36           |                             |
| In Wonderland                                                               | 2007                  | 8 december 2007       | 2               | 40           |                             |
| Live in Vienna                                                              | 2008                  | 2 februari 2008       | 11              | 36           |                             |
| Live in Maastricht II                                                       | 2008                  | 13 september 2008     | 2               | 56           |                             |
| Live in Australia                                                           | 2008                  | 13 december 2008      | 1(8wk)          | 101          | Best verkochte dvd van 2009 |
| Dancing through the skies                                                   | 2009                  | 14 februari 2009      | 6               | 26           |                             |
| Live in Maastricht 3                                                        | 2009                  | 5 september 2009      | 1(4wk)          | 72           |                             |
| Allemaal André                                                              | 2009                  | 14 november 2009      | 3               | 25           |                             |
| I lost my heart in Heidelberg                                               | 2009                  | 19 december 2009      | 14              | 25           |                             |
| Gala - Live in de Arena                                                     | 2010                  | 3 april 2010          | 1(7wk)          | 63           |                             |
| Live in Sydney 2009                                                         | 2010                  | 8 mei 2010            | 6               | 10           |                             |
| My African Dream                                                            | 2010                  | 14 augustus 2010      | 1(1wk)          | 61           |                             |
| The best of live                                                            | 2010                  | 28 augustus 2010      | 8               | 1            |                             |
| A Midsummer night's Dream - Live in Maastricht 4                            | 2010                  | 16 oktober 2010       | 1(3wk)          | 64           |                             |
| Roses From the South                                                        | 2010                  | 1 januari 2011        | 3               | 35           |                             |
| Fiesta Mexicana!                                                            | 2011                  | 30 april 2011         | 1(1wk)          | 29           |                             |
| And the Waltz goes on                                                       | 2011                  | 5 november 2011       | 2               | 26           | met Johann Strauß Orchestra |
| The Christmas I Love                                                        | 2011                  | 3 december 2011       | 17              | 5            | met Johann Strauß Orchestra |
| Under the stars - Live in Maastricht V                                      | 2012                  | 28 april 2012         | 1(2wk)          | 54           |                             |
| From Maastricht with love - The collection                                  | 2012                  | 8 september 2012      | 1(1wk)          | 9            |                             |
| Home for Christmas                                                          | 2012                  | 27 oktober 2012       | 1(1wk)          | 20           |                             |
| Happy birthday! - A celebration of 25 years of The Johann Strauss Orchestra | 2013                  | 16 februari 2013      | 1(2wk)          | 56           |                             |
| Live in Brazil                                                              | 2013                  | 27 april 2013         | 1(2wk)          | 56           | met Johann Strauß Orchestra |
| Rieu Royale - King's day Amsterdam - Live in concert                        | 2013                  | 1 juni 2013           | 1(1wk)          | 46           | met Johann Strauß Orchestra |
| Live in Maastricht                                                          | 2013                  | 2 november 2013       | 2               | 36           | met Friends                 |
| Christmas around the world / The Christmas I love                           | 2014                  | 20 december 2014      | 9               | 20           | met Johann Strauß Orchestra |
| Wonderful world - Live in Maastricht                                        | 2015                  | 14 november 2015      | 1(4wk)          | 57           | met Johann Strauß Orchestra |
| Magic of the waltz                                                          | 2016                  | 23 april 2016         | 1(1wk)          | 32           |                             |
| Welcome to my world - Episodes 1-4                                          | 2016                  | 11 juni 2016          | 4               | 21           |                             |
| Welcome to my world - Episodes 5-8                                          | 2016                  | 30 juli 2016          | 11              | 17           |                             |
| Welcome to my world - Episodes 9-11                                         | 2016                  | 17 september 2016     | 7               | 23           |                             |
| Falling in love in Maastricht                                               | 2016                  | 22 oktober 2016       | 2               | 59           | met Johann Strauß Orchestra |
| Christmas in London                                                         | 2016                  | 10 december 2016      | 1(1wk)          | 46           | met Johann Strauß Orchestra |
| The magic of Maastricht - 30 years of Johann Strauss                        | 2017                  | 2 december 2017       | 1(3wk)          | 55           |                             |

| Dvd's met hitnoteringen in de Vlaamse Ultratop muziek-dvd top 10/20         | Datum van verschijnen | Datum van binnenkomst | Hoogste positie | Aantal weken | Opmerkingen                 |
| --------------------------------------------------------------------------- | --------------------- | --------------------- | --------------- | ------------ | --------------------------- |
| The flying dutchman / Le monde en fête                                      | 2004                  | 25 december 2004      | 3               | 9            |                             |
| Songs from my heart                                                         | 2005                  | 14 december 2005      | 1(2wk)          | 18           |                             |
| André Rieu at Schönbrunn, Vienna                                            | 2006                  | 9 september 2006      | 3               | 65           |                             |
| New York, Memories                                                          | 2006                  | 23 december 2006      | 2               | 16           |                             |
| In wonderland                                                               | 2007                  | 15 december 2007      | 1(2wk)          | 19           |                             |
| Dancing through the skies / passionnément                                   | 2008                  | 20 december 2008      | 1(3wk)          | 12           |                             |
| Live in Maastricht II                                                       | 2008                  | 20 december 2008      | 4               | 8            |                             |
| Live in Australia                                                           | 2008                  | 27 december 2008      | 1(1wk)          | 43           |                             |
| Live in Maastricht 3                                                        | 2009                  | 12 september 2009     | 1(1wk)          | 22           |                             |
| I lost my heart in Heidelberg                                               | 2010                  | 2 januari 2010        | 6               | 12           |                             |
| Gala- Live in de Arena                                                      | 2010                  | 10 april 2010         | 3               | 21           |                             |
| My African dream                                                            | 2010                  | 21 augustus 2010      | 1(1wk)          | 11           |                             |
| A midsummer night's dream - Live in Maastricht 4                            | 2010                  | 9 oktober 2010        | 5               | 17           |                             |
| Roses from south                                                            | 2010                  | 11 december 2010      | 1(3wk)          | 22           |                             |
| Fiesta Mexicana!                                                            | 2011                  | 18 juni 2011          | 1(1wk)          | 20           |                             |
| And the waltz goes on                                                       | 2011                  | 5 november 2011       | 2               | 17           | met Johann Strauß Orchestra |
| Under the stars - Live in Maastricht V                                      | 2012                  | 28 april 2012         | 5               | 15           |                             |
| Home for Christmas                                                          | 2012                  | 3 november 2012       | 1(2wk)          | 11           |                             |
| Happy birthday! - A celebration of 25 years of the Johann Strauss Orchestra | 2013                  | 16 februari 2013      | 2               | 15           |                             |
| Live in Brazil                                                              | 2013                  | 27 april 2013         | 2               | 26           | met Johann Strauß Orchestra |
| Rieu Royale                                                                 | 2013                  | 15 juni 2013          | 2               | 16           |                             |
| Live in Maastricht                                                          | 2013                  | 9 november 2013       | 1(3wk)          | 25           | met Friends                 |
| From Maastricht with love - the collection                                  | 2014                  | 4 januari 2014        | 9               | 6            |                             |

## Privéleven
Rieu is sinds 1975 getrouwd met zijn jeugdliefde Marjorie. Ze hebben twee zonen.

## Trivia
- André Rieu trad op in de rust van de halve finale van de Champions League in 1995 van Ajax-Bayern München. Hij speelde het stuk The Second Waltz van de Russische componist Dmitri Sjostakovitsj.
- Rieu trad op als zichzelf in de Australische soapserie Neighbours in 2008.[25]
- Acteur Anthony Hopkins, tevens componist, is een groot bewonderaar van Rieu en vroeg hem om een wals uit te voeren die hij in zijn jeugd had gecomponeerd, maar die nooit eerder was uitgevoerd. De eerste opvoering van And the Waltz Goes On vond plaats in 2011 in Wenen en later dat jaar speelde Rieu het stuk ook op het Vrijthof in Maastricht, in het bijzijn van Hopkins en zijn echtgenote.[26][27]
- De naam van de Engelse (kabel/satelliet)zender Sky Arts 2, een van de kanalen van het Britse BSkyB-concern, werd tussen 30 maart en 14 april 2013 gewijzigd in Sky Arts Rieu en zond 24 uur per dag concerten en documentaires uit van André Rieu.[28]
- Openbaarvervoerbedrijf Veolia noemde een van zijn Velios-treinen naar hem.[29]
- Tineke Schouten persifleerde Rieu tijdens de show Top Tien als Andrea Riool.
- Rieu speelde mee in een aflevering van de politieserie Flikken Maastricht als zichzelf. In deze aflevering moest het flikkenteam een dreigende aanslag tijdens zijn Vrijthofconcerten zien te voorkomen.
- Rieu heeft voor de ingang van stadion GelreDome in Arnhem-Zuid een eigen tegel op de Walk of Fame.
- Rieu liet samen met beroemdheden uit Nederland en daarbuiten zijn handafdruk achter op een tegel op de Walk of Fame Europe, die in gedeeltes geheel werd ontmanteld.
- Rieu werd in 2018 verkozen tot Limburgse Ondernemer van het Jaar.[30]
- Rieu kreeg op 25 oktober 2019 kort na het slot van zijn honderdste optreden op het Vrijthof door burgemeester Annemarie Penn-te Strake een plaquette aangeboden die een plaats kreeg op het Vrijthof.
- In juli 2023 trad de 15-jarige Emma Kok die eerder dat jaar het programma Ministars won, op het Vrijthof als gastartiest op met haar winnende nummer Voilà (het nummer waarmee Barbara Pravi in 2021 namens Frankrijk deelnam aan het Eurovisiesongfestival). Hiermee maakte ze een enorme indruk en het nummer ging al snel viral.
- Rieu speelde op 27 augustus 2023 samen met zijn voltallige orkest, zangers en zangeressen het Wilhelmus, voorafgaand aan de Formule 1 Grand Prix in Zandvoort. Rieu stond samen met het orkest midden op de grid voor een uitzinnig oranjelegioen.[31]

## Externe link

Panoramafoto van het Maastrichtse Vrijthof tijdens de Rieu-concertenreeks in 2018